# Livre blanc sur l'immobilier pénitentiaire
Le Livre blanc sur l'immobilier pénitentiaire a été instauré le 24 janvier 2017 par le Premier ministre français Bernard Cazeneuve et le Garde des sceaux  Jean-Jacques Urvoas. Il est chargé de définir une stratégie globale de l'immobilier pénitentiaire en France. Le programme, élaboré par une commission, servira de base pour des projets de lois de programmation.

## Contexte
Une commission du livre blanc rendra ses travaux en mars 2017. Elle abordera les problématiques pénitentiaires sous les angles architectural, budgétaire et fonctionnel.

## Le Livre Blanc

### Définition et objectifs
La Commission est présidée par l'ancien sénateur, Jean-René Lecerf qui a été rapporteur de la Loi pénitentiaire du 24 novembre 2009 . 
Son objectif est de travailler sur un plan de résorption de la surpopulation carcérale, sur l’organisation des établissements pénitentiaires, les conditions de vie en leur sein et les conceptions architecturales en la matière. Elle a aussi pour objet de préparer une loi de programmation pluriannuelle.

### Commission
La commission est formée de trois collèges (État, Parlement, personnalités qualifiées) et comprend plus 50 personnes .

### Conclusion
La commission  a remis son rapport le 4 avril 2017 au Garde des sceaux  Jean-Jacques Urvoas,. Le livre blanc comporte 140 pages.